# Поперечна лицева артерія
Поперечна артерія лиця (лат. arteria transversa faciei) — це гілка поверхневої скроневої артерії.

## Топографія
Йде горизонтально, спочатку крізь привушну слинну залозу, кровопостачаючи її, потім проходить по зовнішній поверхні жувального м'яза між нижнім краєм виличної дуги і привушною протокою. Поперечна артерія лиця своїми численними гілочками живить шкіру і м'язи лиця (мімічні м'язи) підочноямкової та щічної ділянок голови. Ії гілочки анастомозують з гілками лицевої артерії.